# Monte Tarumae
El monte Tarumae (Tarumae-zan) es un triple volcán situado en el parque nacional Shikotsu-Tōya, en Hokkaidō, Japón.
Se encuentra próximo a las ciudades de Tomakomai y Chitose pudiéndose ver claramente desde ambas ciudades, a su ver el monte se encuentra a orillas del lago Shikotsu, un lago formado en una cáldera volcánica.
El monte Tarumae se eleva a 1.041 metros y es un volcán activo, con una cúpula de lava.

## Erupciones

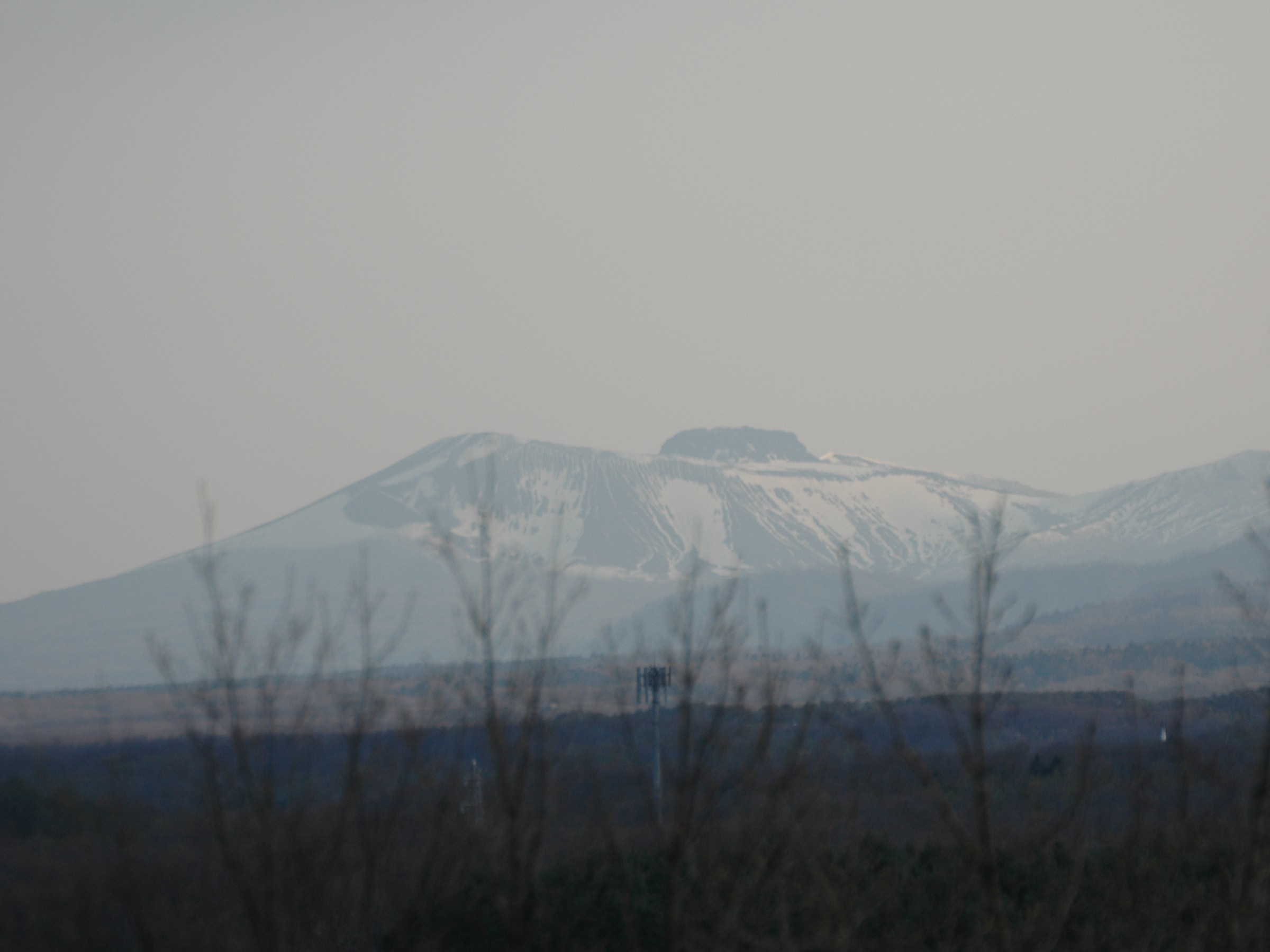
Monte Tarumae visto desde el lago Shikotsu

La erupción más reciente data de 1982 siendo una erupción freática.
Anteriores erupciones se produjeron en 1667, 1739, (erupción pliniana de VEI 5) and 1909. The 1667 and 1739 eruptions were responsible for its present shape. Other eruptions were in 1919–21, 1923, 1926, 1933, 1936, 1944, 1951, 1953–55, and 1978.
Tarumae se considera como un volcán de tipo 'A' — lo cual indica que puede entrar en erupción en el futuro.